# (33703) Anthonyhill
1999 KZ15 (asteroide 33703) é um asteroide da cintura principal. Possui uma excentricidade de 0.09182770 e uma inclinação de 5.22877º.
Este asteroide foi descoberto no dia 18 de maio de 1999 por LINEAR em Socorro.